# Giovanni Miliani
Giovanni Miliani, né le 22 septembre 1921, à Trieste, en Italie et mort le 24 avril 1953, est un joueur italien de basket-ball.

## Palmarès
- Champion d'Italie 1950, 1951, 1952, 1953